# قایق نمایشی
قایق نمایشی (انگلیسی: Show Boat) فیلمی در ژانر درام، رمانتیک، و موزیکال به کارگردانی جرج سیدنی و راجر ایدنس است که در سال ۱۹۵۱ منتشر شد.

## بازیگران
- کاترین گریسون
- هاوارد کیل
- اوا گاردنر
- جو ای براون
- اگنس مورهد
- لیف اریکسون
- لیندا کریستین
- جان فیلیپ لا
- آنا کیو. نیلسن
- مارج چامپیون
- یان مک‌دانلد
- رجیس تومی
- رابرت استرلینگ